# Patrice de Bellefon
Patrice de Bellefon   (Tolosa, 28 d'agost de 1938) és un guia de muntanya i pirineista francès.
Va prendre contacte amb la muntanya de ben jove als Pirineus de l'Arieja i va fer la seva primera ascensió difícil als disset anys. El 1961 va convertir-se en guia d'alta muntanya i des de llavors va realitzar moltes primeres i grans ascensions hivernals al Pirineu així com també fora del continent europeu. El 1980 va crear l'empresa Gypa'aile dedicada al món del parapent. També és autor de nombrosos treballs sobre la muntanya a partir de la seva experiència i va estar molt implicat perquè el Món Perdut i el circ de Gavarnia fossin declarats Patrimoni de la Humanitat de la UNESCO com a paisatge tant natural com cultural.

## Obra publicada
- Les Pyrénées - Les 100 plus belles courses et randonnées, Coll. « Les 100 plus belles courses », éditions Denoël, Paris, 1977[5]
- Connaissance et technique de l'alpinisme, Paris, Denoël, 1977
- Itinérance pyrénéenne, Paris, Denoël / Pau, Marrimpouey, 1980
- Les Pyrénées, Arthaud, 1985
- Destin d'espace, Paysages en Pyrénées, Toulouse, Milan, 1998
- Mascún (photographies de François Noirot), Rando Éditions, 1998
- Tres Serols Mont-Perdu, mémoires d'avenir, Association MPPM édition, 2000